# Kanton Jarnages
Jarnages is een voormalig kanton van het Franse departement Creuse. Het kanton maakte deel uit van het arrondissement Guéret. Het werd opgeheven bij decreet van 17 februari 2014, met uitwerking op 22 maart 2015. Alle gemeenten werden opgenomen in het nieuwe kanton Gouzon.

## Gemeenten
Het kanton Jarnages omvatte de volgende gemeenten:
- Blaudeix
- La Celle-sous-Gouzon
- Domeyrot
- Gouzon
- Jarnages (hoofdplaats)
- Parsac
- Pierrefitte
- Rimondeix
- Saint-Silvain-sous-Toulx
- Trois-Fonds